# Манакін еквадорський
Манакін еквадорський (Heterocercus aurantiivertex) — вид горобцеподібних птахів родини манакінових (Pipridae).

## Поширення
Вид локально поширений на сході Еквадору і півночі Перу. Трапляється нечасто та локально в підліску варзейських лісів, переважно в темних водостоках; до 300 метрів над рівнем моря.